# Castillo de Almogávar
El castillo de "Almogávar"o "Mogabar" es una fortaleza en ruinas del norte de la provincia española de Córdoba.

## Descripción
Es de origen musulmán. El castillo se encontraba en el norte de la provincia de Córdoba, entre las localidades de Torrecampo y Conquista. Aparece descrito en el segundo volumen del Diccionario geográfico-estadístico-histórico de España y sus posesiones de Ultramar de Pascual Madoz de la siguiente manera:

ALMOGABAR: fort. notable en la prov. de Córdoba, part. jud. de Pozoblanco: sit. sobre un montecillo, en la hermosa planicie de los Pedroches, entre Torre-campo y Conquista, como posicion defensiva para las Andalucías; en sus inmediaciones se encuentran varios sepulcros escavados en la piedra, y cubiertos con una lastra ó lancha (nombre técnico en el pais) de pizarra, de una sola pieza, en los cuales se han hallado muchas monedas. No lejos de este sitio se ven tambien algunas piedras druidicas, en medio de los bosques y sobre las colinas.
(Madoz, 1845, p. 165)

Hoy día solo quedan ruinas, protegidas como bien de interés cultural.